# Plateros schawalleri
Plateros schawalleri là một loài bọ cánh cứng trong họ Lycidae. Loài này được Kazantsev miêu tả khoa học năm 1993.